# Peste de 1720 en Provence et Languedoc

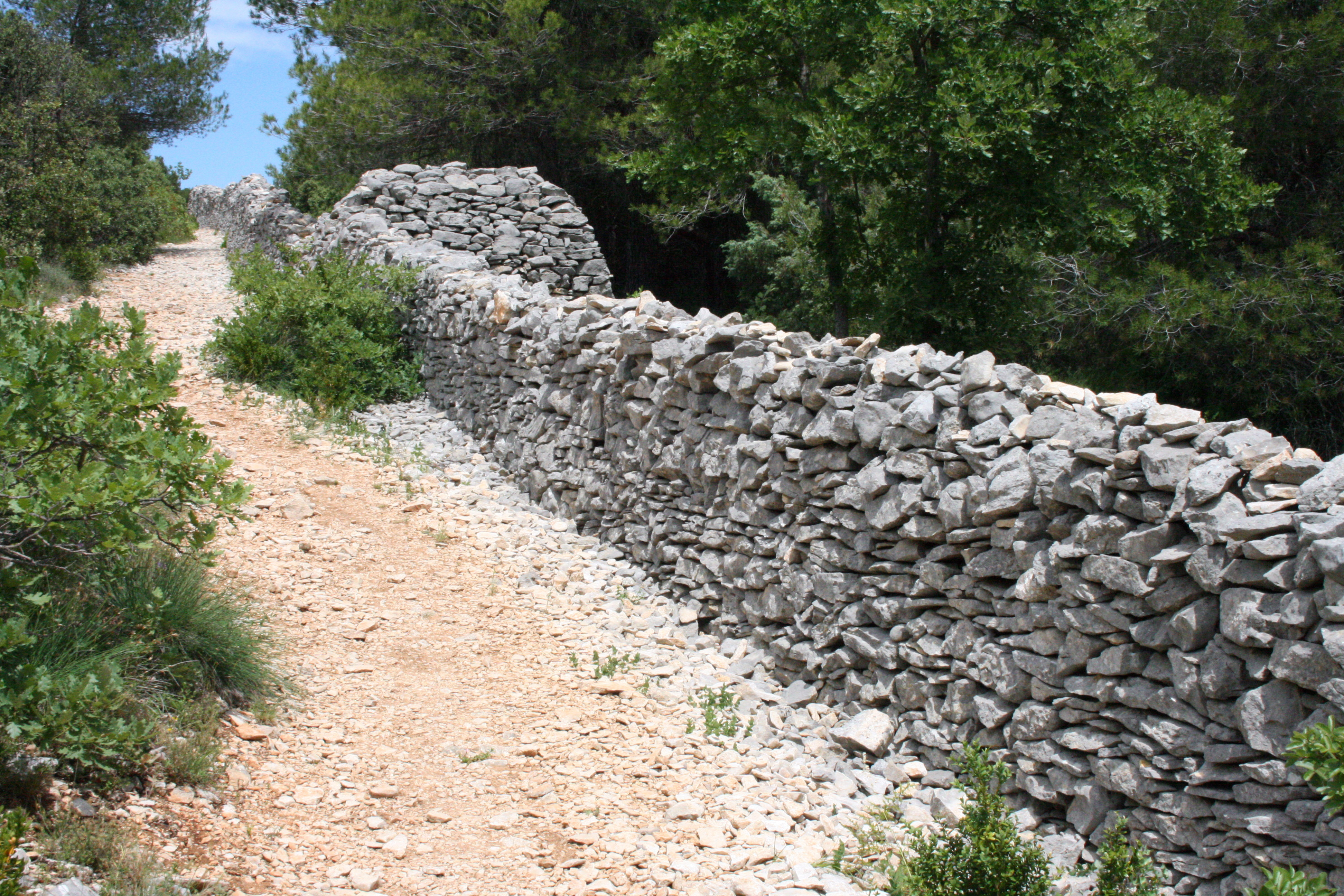
Le mur de la peste de 1721, à Cabrières-d'Avignon.

La peste de 1720 en Provence et Languedoc est une épidémie qui se termine à la fin de 1722 correspondant à une résurgence de la deuxième pandémie de peste. Elle fut importée à Marseille (voir peste de Marseille) par le navire le Grand-Saint-Antoine, qui revenait de Syrie et transportait des soieries contaminées destinées à la Foire de Beaucaire. La peste de Marseille débute le 20 juin 1720, et s'étend hors de la ville à partir du 21 juillet 1720.
Le 14 septembre 1720, le Conseil du Roi promulgue un arrêt mettant en quarantaine toute la Provence pour éviter la propagation de l'épidémie, mais celle-ci reprend son intensité au printemps 1721, pour s'éteindre progressivement l'année suivante.
Au total cette peste de 1720-1722 a touché 242 communautés de Provence, Comtat et Languedoc, faisant près de 120 000 victimes sur les 400 000 habitants que comptait la Provence à cette époque, soit près d'un tiers de la population.

## Déroulement
La peste sort de Marseille dès le 21 juillet 1720 en touchant Cassis, une vingtaine de kilomètres à l'est. Le 1er août elle est à Aix-en-Provence et à Apt, respectivement 30 et 80 km au nord. Au 15 août on compte une dizaine de localités atteintes, certaines très éloignées comme Sainte-Tulle. Fin août, elles sont une vingtaine dont Toulon.
En septembre, la peste est proche de Digne. Presque toutes les localités sur l'axe nord, de Marseille à Apt sont touchées. La peste semble s'être arrêtée à Avignon à l'ouest et à Toulon à l'est. Mais en octobre, la Durance est franchie à Pertuis. En novembre, elle est à Arles et Saint-Rémy-de-Provence ; en décembre à Tarascon. En janvier 1721, Toulon est touché à nouveau par le foyer de Bandol, entre Marseille et Toulon. À l'ouest, on la signale dans le Gevaudan.
Après une pause de deux mois, la peste reprend au printemps 1721, autour de Toulon et d'Arles, elle s'étend à la Camargue. En été, elle frappe Avignon, Orange et tout le Comtat. En automne elle frappe le Languedoc à, ou autour de, Mende, Uzès, Alès, Marvejols et Viviers. Elle est interrompue par l'hiver.
Au printemps 1722, elle reprend, mais faiblement ne touchant que deux nouvelles paroisses près d'Avignon et d'Orange. La peste semble même reprendre à Marseille, mais tout s'éteint au cours de l'été. Ailleurs, le dernier foyer provençal de peste se termine en Avignon le 2 octobre 1722, et celui du Languedoc à Chasserades le 25 décembre 1722.

## Comportement de la population
La réaction dominante est la fuite. Les plus aisés (bourgeoisie urbaine) se réfugient dans leurs bastides de terroir. Les autres chez des parents éloignés quand ils en ont. Des familles abandonnent leur malade en laissant une cruche d'eau. Les gens des villes fuient dans les villages environnants, ceux des villages dans les hameaux, et ceux des hameaux dans des cabanes en forêt ou en montagne. Ces réfugiés parcourent les routes à pied ou en voiture à cheval. Certains viennent mourir aux portes fermées des cités avoisinantes. D'autres restent barricadés chez eux.

« Les routes offraient les embûches d'un crime nouvellement créé ; des troupes de mendiants feignant d'être pestiférés, demandaient de loin aux voyageurs le secours de leur bourse, et ces derniers s'estimaient heureux de prévenir par cette rançon des approches plus meurtrières. »

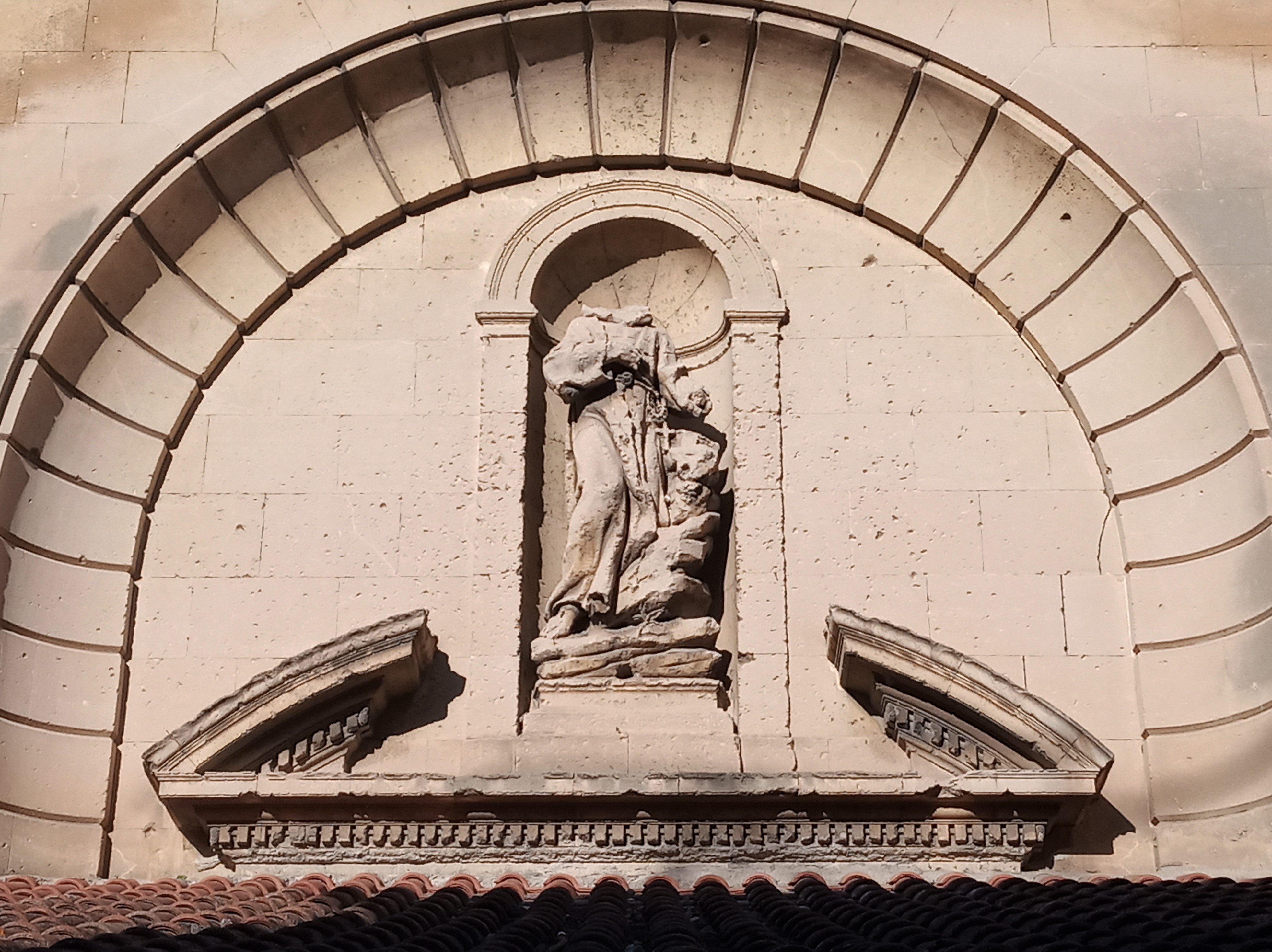
Fronton de l'ancien couvent des Capucins de Tarascon (Bouches-du-Rhône).

Il existe aussi des réactions de solidarité et de courage, et des prises de responsabilité sur les lieux infectés. Des femmes guéries de peste s'occupent des orphelins (comme à Vitrolles). Des curés restent à leur poste pour administrer les sacrements. Des barbiers remplacent médecins et chirurgiens morts ou en fuite. De même des curés sont remplacés par des vicaires, et des vicaires par des aumôniers (comme aux Pennes) Dans toutes les corporations et administrations, des subordonnés remplissent les fonctions de leurs supérieurs disparus. D'une localité à l'autre, des volontaires se présentent pour porter secours (comme au Rove, à Gignac, à Rognac). Des parents restent sur place pour servir d'infirmiers, et éventuellement de corbeau (chargé de l'inhumation), pour ceux de leur famille.

« Les capucins appelèrent leurs confrères des autres provinces, et ceux-ci accoururent au martyre avec l'empressement des vieux chrétiens ; de cinquante-cinq, l'épidémie en tua quarante-trois. »

« Mais tandis que dans les villes maritimes la volupté souillait des âmes jusqu'alors pures, les courtisanes d'Aix, au contraire, comme frappées d'une inspiration divine et d'un soudain repentir, couraient aux infirmeries se dévouer à une mort certaine en servant les malades. Le moraliste et le législateur contemplent avec inquiétude ces rapides mutations. »

Des localités peuvent être simultanément désertées par leurs habitants et occupées par des réfugiés en fuite, ce qui donne lieu à des pillages. D'autres pillages ont lieu en hiver, lorsque les réfugiés vivant dans des baraques en pleine nature, reviennent vers les hameaux et villages pour se réchauffer et trouver le nécessaire pour vivre. Le dénuement et les impératifs économiques font que les moissons et les vendanges ne peuvent être interrompues, d'où de nouveaux déplacements (moissonneurs et vendangeurs) qui peuvent étendre l'épidémie, comme en Camargue.
Les blocus et quarantaines gênent la production et la circulation de produits essentiels. Le ravitaillement insuffisant peut provoquer des émeutes, Arles est le théâtre des plus fortes violences (juin 1721, émeute des quartiers pauvres), des troubles moins violents ont lieu aussi à Marvejols (septembre 1721) et à Orange (mai 1722, émeute des femmes).

## Réponses des autorités

### En Provence
Après presque trois siècles d'expériences répétées de peste, le Parlement de Provence s'est doté d'un règlement en 127 articles sur les mesures à prendre. Ce règlement prévoit une interdiction de circulation et le blocus des communautés atteintes. Encore faut-il être informé pour déclencher les mesures. Il existe un réseau informel de correspondants, mais qui fonctionne de façon indirecte, c'est-à-dire qu'une ville ne dira pas que la peste est chez elle, elle informera une autre ville que la peste est dans une troisième ville. Pour s'informer, des villes envoient des missions d'enquête, composées de médecins et de magistrats.
La menace étant avérée dès la fin juillet, les autorités locales prennent les premières mesures. Mais déjà des fugitifs marseillais en voiture à cheval s'éparpillent en Provence. Des gardes et milices locales dressent des barrières et contrôlent l'entrée des bourgs et des villages. Des postes de garde au nombre de 89 bloquent les principales routes de sortie de Marseille. Des barrières-marchés sont mises en place : les affaires se traitent à portée de voix, les marchandises sont apportées, et laissées sur la route de l'autre côté de la barrière, que les bloqués viennent chercher. Dans les villes on nomme des « bureaux de santé » qui ont tout pouvoir pour prendre les mesures d'urgence. Ainsi celui d'Orange décide de construire en urgence une muraille avec quatre portes gardées tout autour de la ville. Dès le 5 août 1720, les ports et points de passage sur la Durance sont bloqués. Pour circuler, il faut un billet de santé, attestant que l'on vient d'une ville saine.

### En France
La peste noire médiévale avait touché des communautés totalement démunies. À partir du XVIe siècle la lutte s'organisait à l'échelle d'une cité, puis d'une province. La peste de 1720 en Provence est la première peste qui provoque une réaction nationale (à l'échelle du royaume). L'arrêt du Conseil du Roi du 14 septembre 1720 met toute la Provence en quarantaine. Une escadre bloque les ports de Marseille et de Toulon, ainsi que toute la côte. Elle interdit toute sortie de navires et limite toutes les entrées au ravitaillement indispensable.

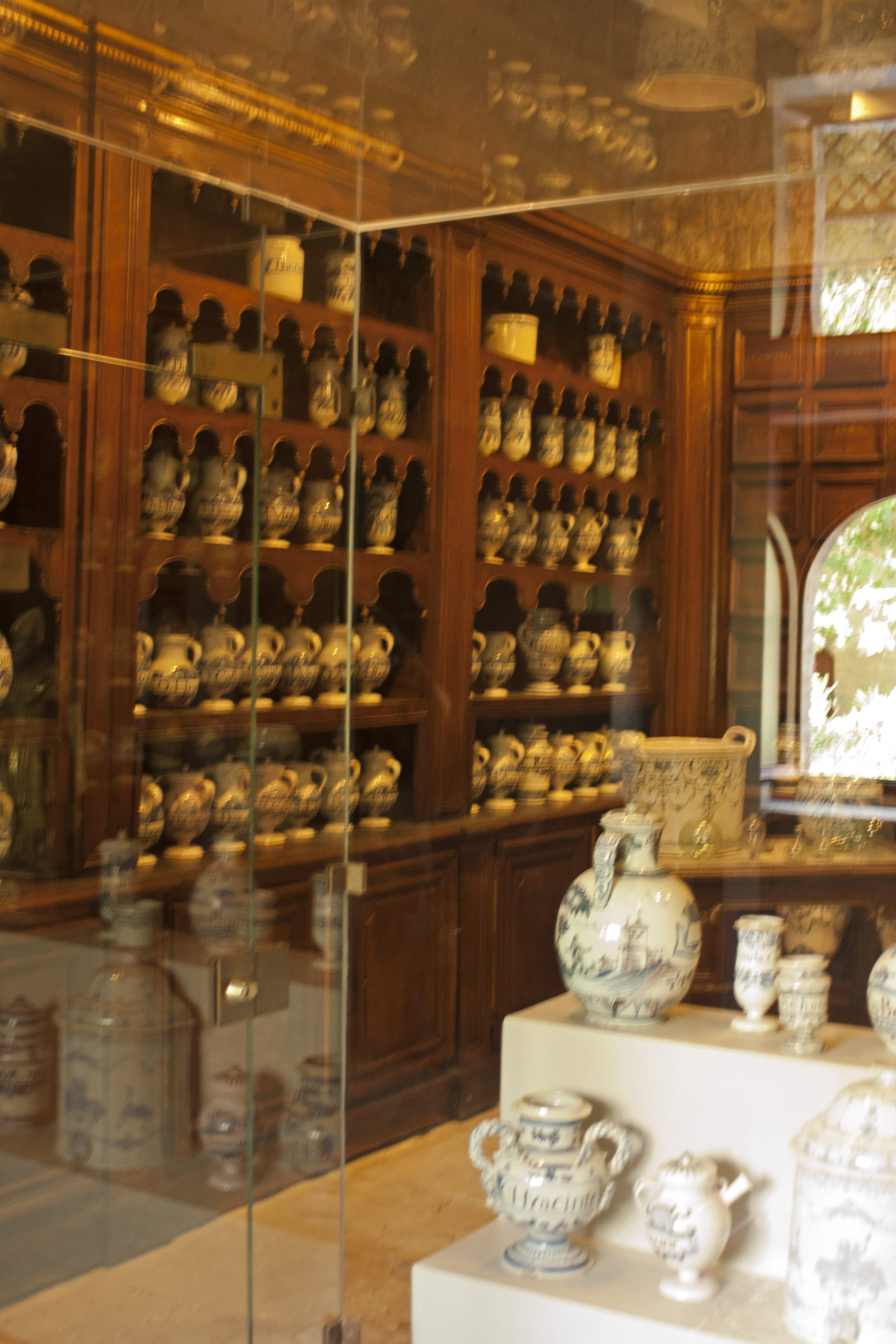
Apothicairerie offerte par l'Hotel-Dieu de Lyon à l'Hôpital Saint-Nicolas de Tarascon après la peste de 1721.

Au fur et à mesure de l'épidémie, plusieurs lignes ou cordons sanitaires sont mis en place. Ces lignes peuvent reculer quand la peste les traverse. Les lignes principales restées fixes sont, de l'est à l'ouest, celle sur l'Argens (de Fréjus au nord de Brignoles), la ligne Sisteron au nord d'Avignon, la ligne Sisteron au sud d'Avignon matérialisée par le mur de la peste, celle sur le Rhône de Montélimar à Arles et jusqu'en Camargue. Enfin une ligne encercle la Lozère actuelle, toute la région centrée sur Mende.
Deux chefs militaires de haut rang sont envoyés avec leurs troupes pour renforcer le blocus, dans le Gévaudan avec le Maréchal de Berwick, en Provence avec le Duc de Roquelaure. Dans le Gévaudan, des hameaux sont brûlés et leurs habitants isolés dans des enceintes de palissades. Les règlements sont très sévères, ces troupes peuvent tirer à vue sur ceux qui tentent de franchir les lignes, avec exécution immédiate et sans procès des personnes prises échappées de quarantaine. Les émeutes d'Arles (juin 1721) sont réprimées par des exécutions sommaires en place publique.
Plusieurs mesures du parlement d'Aix en Provence (quarantaines et billets de santé, bannissement des pauvres étrangers…) sont adoptées et renforcées par d'autres parlements régionaux tels que ceux de Toulouse, de Dijon, de Besançon et de Rouen. À Bordeaux, la foire d'octobre 1721 est annulée.
Dans les ports atlantiques français, ce n'est pas l'annonce de peste à Marseille qui déclenche des mesures, mais bien celle de sa propagation en Provence et en Languedoc. Au Havre, une cargaison en provenance de Marseille est brûlée ; à Saint-Malo, c'est un navire venu de Toulon ; à La Rochelle un navire parti de Gênes ne peut accoster parce que son équipage est provençal. La crainte s'étend à tous les navires venant de méditerranée, y compris ceux de la façade atlantique de l'Espagne.

### En Europe
De son côté, le 29 août 1720, l'Espagne suspend ses relations commerciales avec Marseille et les autres ports français de méditerranée.
Dès le 25 août 1720, l'Angleterre impose la quarantaine à tous les navires provenant de Méditerranée. En octobre 1720, la quarantaine est étendue aux navires provenant du golfe de Gascogne et des îles anglo-normandes. Les autorités anglaises exigent un certificat de santé de toute personne venant de France.
En février 1721, trois vaisseaux anglais venus de Toulon sont brûlés en Irlande. Fin 1721, le roi d'Angleterre et l'empereur d'Allemagne font pression sur les Provinces-Unies pour qu'elles rompent toutes relations commerciales avec la France.
Les rumeurs alarmantes circulent : la peste aurait gagné les ports de la mer Baltique, la Martinique ou le Pérou. On dit même que la peste est en Irlande à cause d'un navire venu de Louisiane. Selon Laugier de Tassy, commissaire de la marine et diplomate français à Amsterdam, « La frayeur s'est répandue par toute la terre »,.

## Paléopathologie

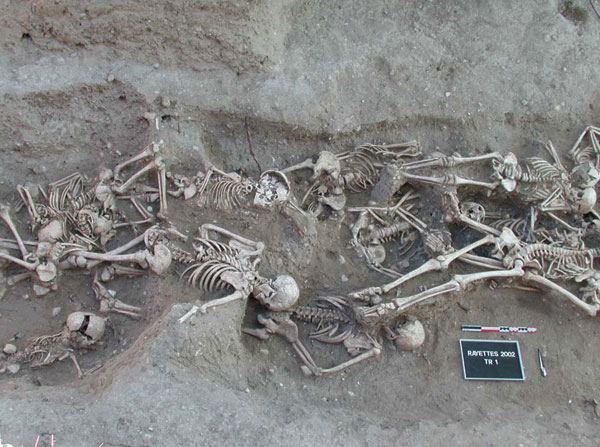
La position anarchique des corps, fouilles des « tranchées de Délos », un site de la peste de 1721 près de Martigues.

Pour les origines microbiologiques, voir :
En sus du « charnier de l'Observance » de Marseille (voir ci-dessus), il existe en Provence les « tranchées de Délos » sur la commune de Martigues découvertes et fouillées en 1994, où l'on a retrouvé 39 individus ensevelis lors de la peste de 1721. En 2002, seuls 300 m2 ont été fouillés sur une surface totale de 2 769 m2. Dans la même commune, 208 squelettes ont aussi été mis au jour dans les cinq "tranchées des Capucins de Ferrières".
L’orientation et la position anarchiques des corps, la présence de chaux recouvrant les tranchées, la position anatomique des squelettes, indiquent un déchargement des cadavres du haut des tranchées. Le site parait associé à un contexte d’acmé épidémique, ce qui le distingue du charnier de Marseille qui serait plutôt une rechute épidémique dans un contexte maitrisé de fin d'épidémie.

## Analyse de l'épidémie
Selon le constat de J.N Biraben, la peste de Marseille ne s'est pas étendue en Provence par voisinage continu, en tache d'huile. Elle s'étend par foyers compartimentés, isolés entre eux par des paroisses indemnes. L'extension de la peste suit les routes. Il en déduit que la peste en Provence ne s'est pas disséminée de terrier à terrier par des rongeurs sauvages, mais bien par l'homme en déplacement.
Marseille a deux axes principaux de sortie : l'un à l'est vers Toulon, l'autre au nord vers Aix-en-Provence et Apt. La peste se déclare d'abord dans les lieux d'étapes et de relais, là où le voyageur ou le fugitif, à pied ou en voiture à cheval, s'arrête. Ce qui explique la présence de localités indemnes entre deux villes touchées, et le fait que des lieux plus éloignés de Marseille soient touchés avant des lieux plus proches.
Dans un second temps, ces nouveaux foyers essaiment à leur tour, touchant les localités encore indemnes autour d'elles, c'est le cas d'Apt pour le Roussillon, ou Aix pour Le Puy-Sainte-Réparade. Le phénomène inverse se produit quand une ville encore indemne se ferme, les voyageurs doivent s'arrêter au bourg le plus proche. La peste s'y déclare, et finit par toucher la ville. Ce fut le cas de Bandol pour Toulon, Bédarrides pour Avignon, La Canourgue pour Mende.
Un autre exemple remarquable, donné par J.N Biraben, est l'évitement réussi de Brignoles. Cette ville se situe sur l'axe de la peste de Marseille vers Saint-Raphaël (en partie sur le trajet de la nationale 7), elle se ferme comme les autres, mais en plus elle dispose sur la grand-route d'un village voisin sévèrement gardé Tourves, situé sur un croisement vers Marseille et Saint-Maximin. La peste contourne Brignoles, en empruntant une route secondaire, touchant Nans, La Roquebrussanne, Garéoult, pour rejoindre la route principale à Flassans.
| Localité                    | Début            | Fin              | Durée     | Population | Malades | Morts |
| --------------------------- | ---------------- | ---------------- | --------- | ---------- | ------- | ----- |
| Mazaugues                   | 17 décembre 1720 | 24 avril 1721    | 128 jours | 441        | 247     | 168   |
| Forcalqueiret               | 27 mai 1721      | 20 novembre 1721 | 177 jours | 700        | 225     | 174   |
| Garéoult                    | 13 juin 1721     | 2 septembre 1721 | 81 jours  | 1200       | 195     | 168   |
| Sainte-Anastasie-sur-Issole | 14 juin 1721     | 15 décembre 1721 | 184 jours | 500        | 339     | 271   |
| Néoules                     | 17 juillet 1721  | 25 novembre 1721 | 131 jours | 450        | 362     | 313   |
| La Roquebrussane            | 14 août 1721     | 6 avril 1722     | 235 jours | 997        | 296     | 237   |
| Besse-sur-Issole            | 24 août 1721     | 28 février 1722  | 188 jours | 1273       | 445     | 374   |
| Flassans                    | 30 août 1721     | 31 août 1721     | 1 jour    | 550        | 1       | 1     |

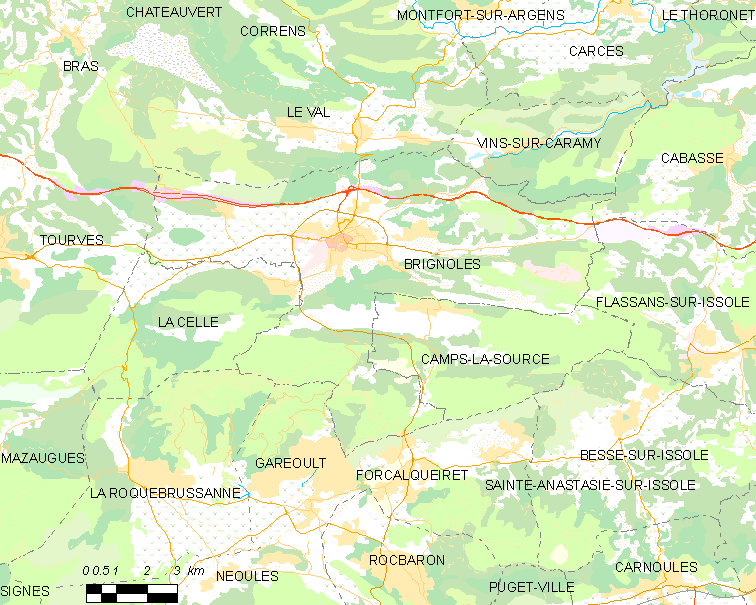
En rouge l'autoroute A8, la route principale Tourves-Brignoles est la route nationale 7, au sud, les routes secondaires de contournement.

 D'après Jean-Noël Biraben 1975, tome 1, p. 256 et suivantes. Les localités citées correspondent à la carte ci-contre, la population est celle de 1720.
Enfin, sur le terroir même de Marseille, deux endroits seulement sont épargnés : La Nerthe et La Treille. Ce sont deux hameaux en extrémités de routes qui ne mènent nulle part. Autant d'éléments qui montrent que la peste de 1720 en Provence n'a pas été une peste du rat par ses puces, mais bien une peste humaine par la puce de l'homme.
Une autre théorie est celle de Frédérique Audoin-Rouzeau qui considère que la peste de Provence est bien une peste par puces du rat, les rats nichant dans les ballots d'étoffe et de vêtements transportés à pied ou à charrettes sur les routes.
Au total, l'épidémie a touché 242 communautés, et tué 119 811 personnes sur une population de 394 369 habitants.
| Localité        | Début             | Fin               | Durée     | Population | Malades | Morts  |
| --------------- | ----------------- | ----------------- | --------- | ---------- | ------- | ------ |
| Provence        |                   |                   |           |            |         |        |
| Aix en Provence | 1er août 1720     | 14 octobre 1721   | 440 jours | 28 000     | 9911    | 7534   |
| Apt             | 1er août 1720     | 2 février 1721    | 150 jours | 4900       | 342     | 271    |
| Arles           | 26 novembre 1720  | 24 octobre 1721   | 332 jours | 23 170     | 12 950  | 10 210 |
| Bandol          | 16 septembre 1720 | 19 novembre 1720  | 45 jours  | 187        | 40      | 29     |
| Cassis          | 21 juillet 1720   | 31 janvier 1721   | 244 jours | 3000       | 265     | 216    |
| Gignac          | 15 août 1720      | 31 mai 1721       | 314 jours | 470        | 48      | 42     |
| Marseille       | 20 juin 1720      | 5 août 1722       | 434 jours | 100 000    | 60 000  | 50 000 |
| Martigues       | 1er novembre 1720 | 13 juin 1721      | 225 jours | 6000       | 3500    | 2200   |
| Nans            | 27 septembre 1720 | 15 décembre 1721  | 79 jours  | 650        | 294     | 230    |
| Les Pennes      | 15 août 1720      | 15 avril 1721     | 243 jours | 545        | 276     | 233    |
| Perthuis        | 6 octobre 1720    | 10 mai 1721       | 216 jours | 3000       | 480     | 364    |
| Puy St Séparade | 29 août 1720      | 26 janvier 1721   | 119 jours | 800        | 50      | 43     |
| Rognac          | 18 septembre 1720 | 20 août 1720      | 336 jours | 380        | 193     | 148    |
| Le Roussillon   | 25 août 1720      | 16 mai 1721       | 264 jours | 1000       | 177     | 138    |
| Sainte-Tulle    | 7 août 1720       | 14 mars 1721      | 220 jours | 820        | 630     | 430    |
| Tarascon        | 17 décembre 1720  | 1er août 1721     | 227 jours | 7000       | 478     | 210    |
| Toulon          | 20 août 1720      | 7 septembre 1721  | 361 jours | 26 276     | 18 745  | 13 283 |
| Vitrolles       | 2 août 1720       | 1er avril 1721    | 242 jours | 750        | 257     | 210    |
| Comtat          |                   |                   |           |            |         |        |
| Avignon         | 23 septembre 1720 | 2 octobre 1722    | 412 jours | 23 041     | ?       | 7224   |
| Bedarrides      | 15 août 1721      | 22 juin 1722      | 115 jours | 1400       | ?       | 308    |
| Orange          | 20 septembre 1721 | 10 septembre 1722 | 249 jours | 5000       | ?       | 401    |
| Languedoc       |                   |                   |           |            |         |        |
| Alès            | 9 septembre 1721  | 17 mai 1722       | 250 jours | 6400       | ?       | 363    |
| La Canourgue    | 8 décembre 1720   | 28 mai 1722       | 382 jours | 1633       | ?       | 945    |
| Chasserades     | 10 octobre 1721   | 25 décembre 1722  | 76 jours  | 950        | ?       | 41     |
| Marvejols       | 5 juillet 1721    | 13 avril 1722     | 282 jours | 2756       | ~2300   | ~1700  |
| Mende           | 3 septembre 1721  | 19 août 1722      | 350 jours | 3800       | ?       | 1063   |

 D'après Jean-Noël Biraben 1975, tome 1, p. 256 et suivantes. Données ? absentes ~ incertaines. Pour simplifier le tableau, la date de fin peut être celle d'une dernière rechute épidémique. Lorsque l'épidémie ne s'est pas déroulée d'un seul tenant, la durée est inférieure à la période début-fin.